# Vlag van Vlieland
De vlag van Vlieland op 29 juli 1938 bij besluit van de gemeenteraad als officiële vlag van de Nederlandse gemeente Vlieland bevestigd. Het dundoek is in de 16e en 17e eeuw al in gebruik geweest. In het raadsbesluit wordt de vlag als volgt beschreven:
De vlag der gemeente Vlieland bestaat uit twee even groote rechthoekige banen, de bovenste van zeegroene, de onderste van witte kleur, van zoodanige afmetingen, dat de lengte der vlag tot hare breedte staat in eene verhouding van 2:1.
De vlag bestaat uit twee gelijke horizontale banen, de bovenste groen, de andere wit. Deze kleuren zijn afkomstig van de wapens van Oost en West-Vlieland, waarvan sinds 1736 alleen nog Oost-Vlieland is overgebleven. Het is een van de weinige Nederlandse gemeentevlaggen waarvan de kleuren nader zijn omschreven; de kleuren van de meeste andere vlaggen zijn alleen elementair beschreven, zoals in de kleuren van de regenboog.
Over de keuze van de kleuren is een rijmpje:
Groen is de helm, wit is het zand, dat zijn de kleuren van Vlieland
Helm verwijst in dit verband naar helmgras. Diverse waddeneilanden kennen een rijmpje over de betekenis van de kleuren van hun vlag. Mogelijk werden de kleuren van de vlag en de volgorde waarin ze staan op deze manier aan de schoolkinderen geleerd.

## Verwante afbeeldingen

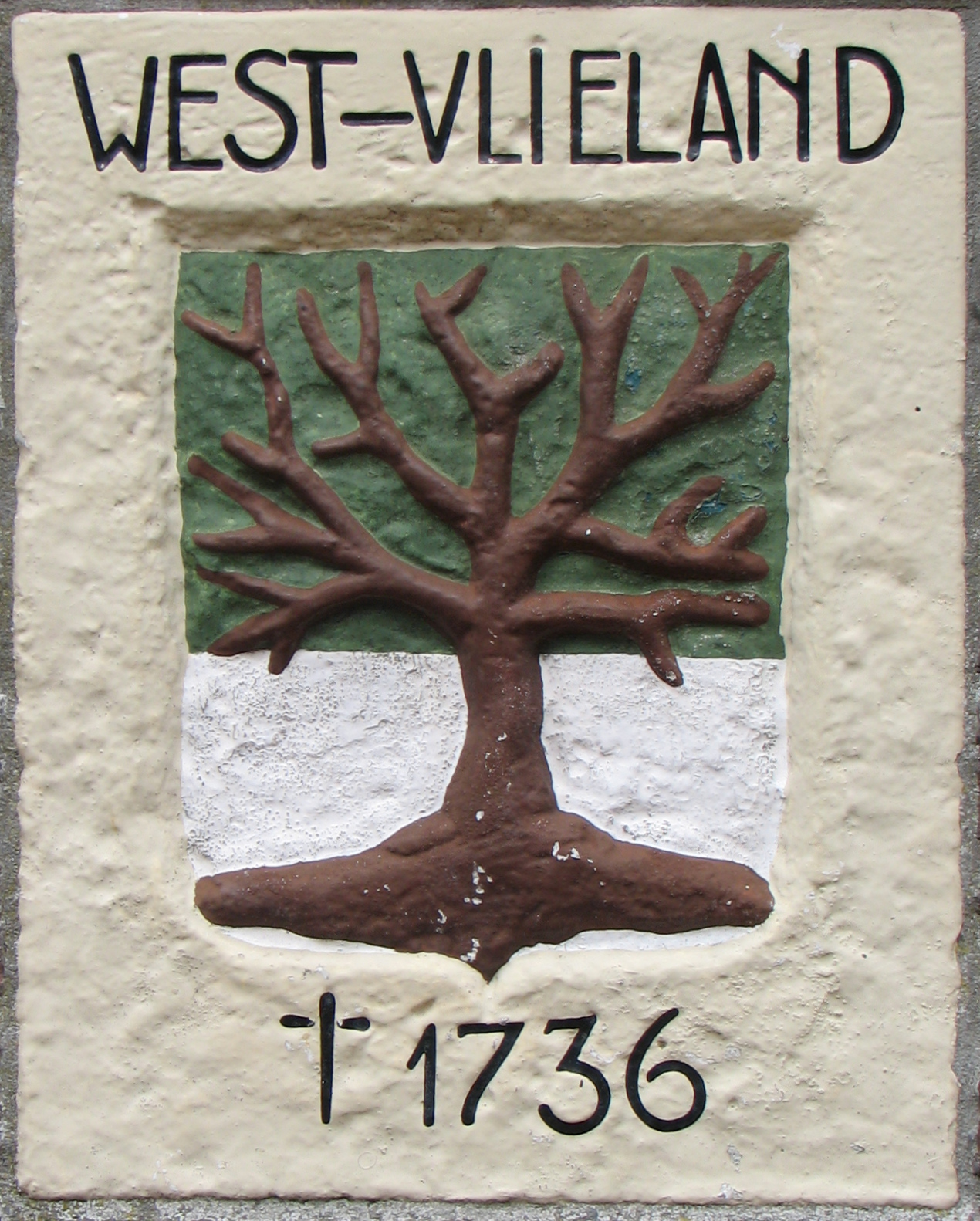
Het wapen van West-Vlieland
Het wapen van Vlieland
Gedeelde vlag met Terschelling (historisch)